# Ángel Cabrera (golfista)
Ángel Cabrera (ur. 12 września 1969 w Villa Allende, Córdoba) – argentyński golfista, zwycięzca wielkoszlemowych turniejów US Open 2007 i Masters 2009.
Pierwsze kroki na polu golfowym stawiał, jak wielu innych znanych zawodników, jako caddie – pomocnik gracza, noszący torbę ze sprzętem. W tym charakterze asystował m.in. Eduardo Romero, czołowemu zawodnikowi argentyńskiemu, który przejął później opiekę nad karierą Cabrery. Do grona golfistów zawodowych Cabrera dołączył w wieku 20 lat w 1989. Zanotował kilka sukcesów w imprezach w Ameryce Południowej, m.in. w 1995 wygrał otwarte mistrzostwa Kolumbii i Paragwaju. Mniej szczęścia Argentyńczyk miał w bardziej prestiżowych turniejach; trzykrotnie bez powodzenia starał się zakwalifikować do cyklu zawodowych rozgrywek PGA European Tour, powiodła się dopiero czwarta próba, w 1996, podjęta z pomocą finansową Romero.
Od 1996 Cabrera ustabilizował swoją pozycję w European Tour, kilkakrotnie plasując się w czołowej dziesiątce najlepiej zarabiających graczy sezonu, m.in. w 2005 na 5. miejscu. Pierwsze turniejowe zwycięstwo w tym cyklu zanotował w 2001, kiedy triumfował w otwartych mistrzostwach Argentyny, wyjątkowo w tym jednym sezonie włączonych do European Tour. W 2002 wygrał Benson & Hedges International Open, a w 2005 BMW PGA Championships. Wygrywał też nadal imprezy w Ameryce Południowej, szczególnie w rodzinnym kraju. Kilkakrotnie plasował się w czołówce imprez wielkoszlemowych; w The Open Championship (British Open) w 1999 był na dzielonym 4. miejscu, a w 2006 na 7. miejscu, w Masters zajmował dzielone 10. (2001), 9. (2002) i 8. miejsce (2006), w US Open był w 2001 na dzielonym 7. miejscu. W czerwcu 2007 odniósł pierwsze wielkoszlemowe zwycięstwo, wyprzedzając w US Open Tigera Woodsa i Jima Furyka. W 2009 triumfował w Masters, przed Kennym Perrym i Chadem Campbellem.
Cabrera jest pierwszym Argentyńczykiem, który wygrał turniej US Open. Do grona triumfatorów imprez Wielkiego Szlema dołączył jako 193. zawodnik w historii, a drugi reprezentant swojego kraju, po Roberto DeVicenzo, który wygrał w 1967 British Open.
Ma na koncie także starty reprezentacyjne. Bronił barw argentyńskich m.in. w Pucharze Świata i Pucharze Alfreda Dunhilla, kilkakrotnie występując u boku Eduardo Romero. W 2000 Argentyńczycy uplasowali się na 2. miejscu w Pucharze Świata, przegrywając rywalizację jedynie z Amerykanami Tigerem Woodsem i Davidem Duvalem. W rankingu światowym golfistów Cabrera uplasował się w październiku 2005 na 9. miejscu.
Jest żonaty, ma dwóch synów.

## Zwycięstwa turniejowe w European Tour
- 2001 Open de Argentina
- 2002 Benson & Hedges International Open
- 2005 BMW Championship
- 2007 US Open (turniej wielkoszlemowy, zaliczany również do innego cyklu rozgrywek PGA Tour)
- 2009 Masters Tournament (turniej wielkoszlemowy, zaliczany również do PGA Tour)